# Krzysztof Tusiewicz
Krzysztof Tusiewicz (ur. 9 czerwca 1955 r. w Bielsku-Białej) – operator filmowy, reżyser, fotografik, scenarzysta. W 1979 roku został absolwentem Wydziału Operatorskiego łódzkiej PWSFTviT. Dyplom uzyskał w 1981 roku.

## Filmografia
- 2004 – Majtam nogami (scenariusz, reżyseria, zdjęcia)
- 2004 – Brat (scenariusz, reżyseria, zdjęcia)
- 1994 – Jest jak jest (zdjęcia)
- 1993 – Kraj świata (zdjęcia)
- 1993 – Samowolka (zdjęcia)
- 1988 – Nowy Jork, czwarta rano (zdjęcia)

## Nagrody
W 2006 film Majtam nogami zdobył I nagrodę w kategorii filmów dokumentalnych na IV Festiwalu Filmów Optymistycznych „Happy End” w Rzeszowie oraz na II Telewizyjnym Festiwalu Filmowym „Kręci się”.